# Миллер, Уоррен
Уоррен Миллер (англ. Warren Miller; 15 октября 1924, Голливуд, штат Калифорния — 24 января 2018) — создатель фильмов об экстремальном катании на горных лыжах (преимущественно) и сноуборде. Основатель кинокорпорации «Warren Miller Entertainment».

## Биография
Уоррен Миллер родился 15 октября 1924 в Голливуде, штат Калифорния. Ещё будучи школьником, Миллер увлекался сёрфингом, лыжами и фотографией. Свою первую 8-ми миллиметровую камеру он купил на премию, после демобилизации из военно-морского флота. Первые фильмы демонстрировались друзьям, которые не упускали возможности посмеяться над творениями Миллера, однако очень скоро его хобби превратилось в бизнес. С 1948 года Уоррен преподавал лыжное мастерство в Айдахо, где и началась его карьера режиссёра. В 1949 году он основал кинокомпанию «Warren Miller Entertainment» и заложил устойчивую традицию выпускать по полнометражному ски-фильму каждый год. К 1983 году общее количество снятых Уорреном Миллером фильмов превысило 500.

## Его фильмы
Миллер лично занимался всеми аспектами создания фильмов от начала и до конца. Он монтировал, подбирал музыкальное сопровождение, писал сценарии, следил за рекламой и распространением. Режиссёр всегда сам комментировал свои фильмы. Даже после продажи «Warren Miller Entertainment» он тщательно следил за всей продукцией, выпускаемой под его именем, которое стало известным всему миру брендом.
Уорреном Миллером было выпущено десятки-сотни фильмов. Это документально-художественные фильмы о людях, занимающихся экстремальными видами спорта, которые заставляют забыть о реальности. Это борьба человека за своё право жить ярко. Безумно красивые пейзажи — вершины снежных гор, бездонное небо, лыжники, спускающиеся по скалистым склонам и проявляющие мастерство владения лыжами, погони от грозных лавин, прыжки на грани возможного.
«Пятьдесят», «Райд», «Фрирайдеры», «Бесконечная зима», «Сноурайдеры» — это лучшие фильмы своего времени.
Fifty / Пятьдесят (1999) — считается одним из самых успешных фильмов о лыжах прошлого века. В нем рассказана история горных лыж от зарождения интереса к ним в 40-х годах и почти до конца XX века. Фильм называется «Пятьдесят» потому что на его создание ушло 50 лет. Самые яркие и запоминающиеся кадры за 50 лет снежных мистерий, полётов и падений в сочетании с потрясающей музыкой.

## Награды
Более чем за 50 лет Уоррен Миллер получил множество наград. Среди них много престижных, таких, как от кинокомпании Олимпия, Academy Awards, Золотой Орел, международная премия за достижения в документальном кино, премия Американской Ассоциации горнолыжных писателей. Несколько лет подряд Миллер получал государственные, гуманитарные и гражданские награды, которые представляют собой не меньшую ценность.

## Фильмография (горные лыжи)
- Deep And Light (1950)
- California Skis (1951)
- Wandering Skis (1952)
- Ski Fantasy (1953)
- Symphony On Skis (1954)
- Invitation To Skiing (1955)
- Have Skis, Will Travel (1956)
- Anyone For Skiing? (1957)
- Are Your Skis On Straight? (1958)
- Let’s Go Skiing (1959)
- Swinging Skis (1960)
- Many Moods Of Skiing (1961)
- Around The World On Skis (1962)
- The Sound Of Skiing (1963)
- The Skiers (1964)
- The Big Ski Show (1965)
- Ski On The Wild Side (1966)
- The Ski Scene (1967)
- This Is Skiing (1969)
- Sound Of Winter (1970)
- Any Snow, Any Mountain (1971)
- Winter People (1972)
- Skiing’s Great (1973)
- The Color Of Skiing (1974)
- There Comes A Time (1975)
- Skiing On My Mind (1976)
- In Search Of Skiing (1977)
- Ski A La Carte (1978)
- Winter Fever (1979)
- Ski People (1980)
- Ski In The Sun (1981)
- Snowonder  (1982)
- Ski Time (1983)
- Ski Country (1984)
- Steep And Deep (1985)
- Beyond The Edge (1986)
- White Winter Heat (1987)
- Escape To Ski (1988)
- White Magic (1989)
- Extreme Winter (1990)
- Born To Ski (1991)
- Steeper And Deeper (1992)
- Black Diamond Rush (1993)
- Vertical Reality (1994)
- Endless Winter / Бесконечная зима (1995)
- Snowriders / Сноурайдеры (1996)
- Snowriders 2 / Сноурайдеры 2 (1997)
- Freeriders / Фрирайдеры (1998)
- Fifty Fifty / Пятьдесят (1999)
- Ride / Райд (2000)
- Cold Fusion / Холодная смесь (2001)
- Storm (2002)
- Journey (2003)
- Impact (2004)
- Higher Ground (2005)
- Off The Grid (2006)
- Playground (2007)
- Children of Winter (2009)